# Southwick (Massachusetts)
Southwick é uma vila localizada no condado de Hampden no estado estadounidense de Massachusetts. No Censo de 2010 tinha uma população de 9.502 habitantes e uma densidade populacional de 115,91 pessoas por km².

## Geografia
Southwick encontra-se localizado nas coordenadas 42° 03′ 09″ N, 72° 46′ 39″ O. Segundo o Departamento do Censo dos Estados Unidos, Southwick tem uma superfície total de 81.98 km², da qual 79.83 km² correspondem a terra firme e (2.63%) 2.15 km² é água.

## Demografia
Segundo o censo de 2010, tinha 9.502 pessoas residindo em Southwick. A densidade populacional era de 115,91 hab./km². Dos 9.502 habitantes, Southwick estava composto pelo 96.37% brancos, o 0.89% eram afroamericanos, o 0.25% eram amerindios, o 0.81% eram asiáticos, o 0.03% eram insulares do Pacífico, o 0.39% eram de outras raças e o 1.25% pertenciam a duas ou mais raças. Do total da população o 2.08% eram hispanos ou latinos de qualquer raça.